# Willi Kaidel
Wilhelm "Willi" Kaidel, född 20 april 1912 i Schweinfurt, död 2 april 1978 i Schweinfurt, var en tysk roddare.
Kaidel blev olympisk silvermedaljör i dubbelsculler vid sommarspelen 1936 i Berlin.